# Fairfield (Vermont)
Fairfield es un municipio ubicado en el condado de Franklin, Vermont, Estados Unidos. Tiene una población estimada, a mediados de 2021, de 2042 habitantes.

## Geografía
La localidad está ubicada en las coordenadas 44°48′30″N 72°55′41″O / 44.80833, -72.92806 (44.808313, -72.928048).

## Demografía
Según la Oficina del Censo, en 2000 los ingresos medios de los hogares de la localidad eran de $44,219 y los ingresos medios de las familias eran de $48,542. Los hombres tenían ingresos medios por $31,756 frente a los $24,258 que percibían las mujeres. Los ingresos per cápita para la localidad eran de $17,307. Alrededor del 9.3% de la población estaba por debajo del umbral de pobreza.
De acuerdo con la estimación 2016-2020 de la Oficina del Censo, los ingresos medios de los hogares de la localidad son de $93,681 y los ingresos medios de las familias son de $99,471. Alrededor del 6.6% de la población está por debajo del umbral de pobreza.